# Denny Hulme
Denis Clive „Denny” Hulme (ur. 18 czerwca 1936 w Nelson, zm. 4 października 1992 w Bathurst) – nowozelandzki kierowca wyścigowy, Mistrz Świat Formuły 1 z 1967 roku.

## Życiorys

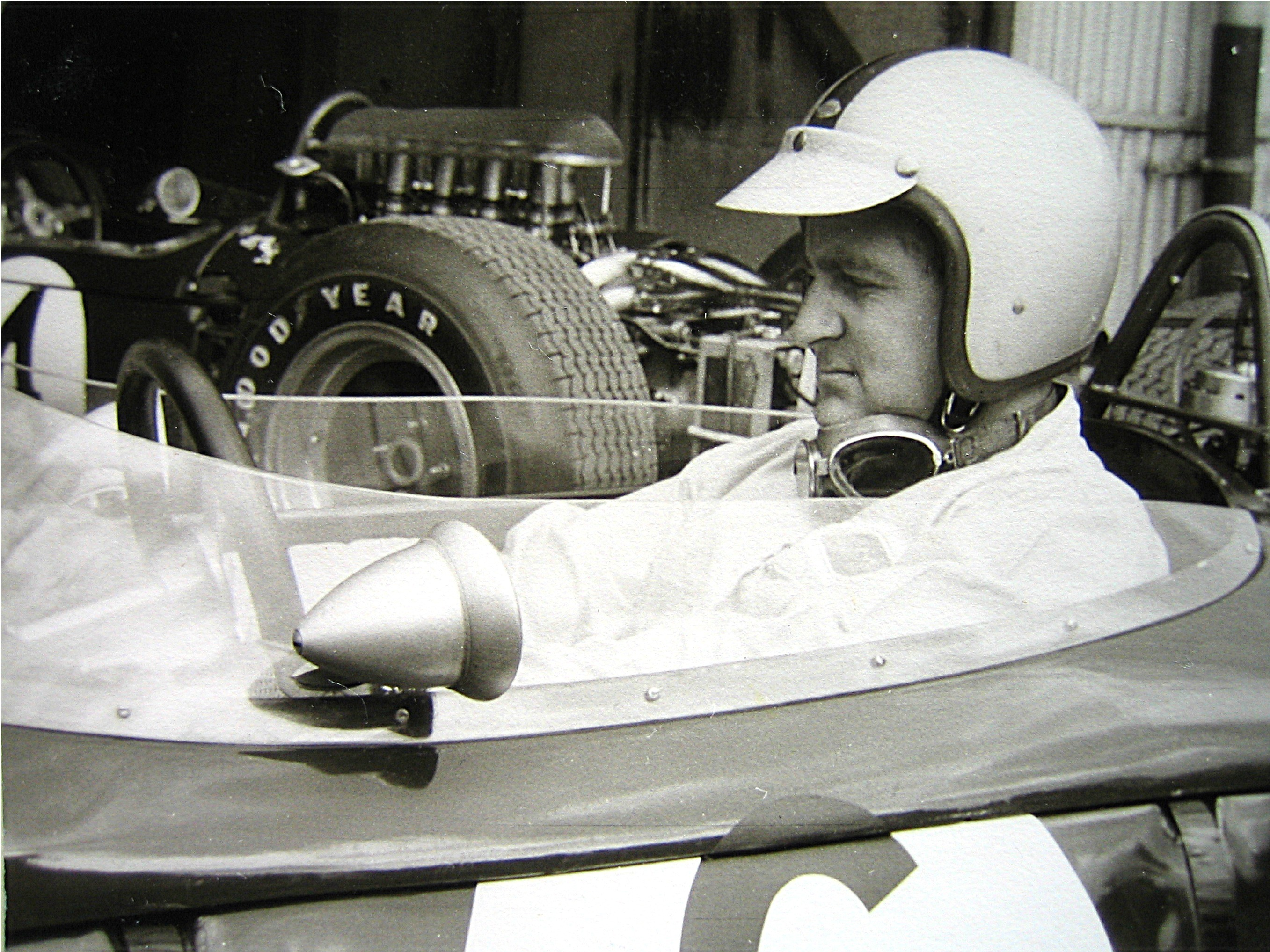
Denny Hulme 30 lub 31 lipca 1965 roku w Brabhamie w padoku na Nürburgringu

Denny Hulme był synem właściciela plantacji tabaki. Wyścigową karierę rozpoczął  w rodzinnej Nowej Zelandii, by w 1960 roku przenieść się do Europy, gdzie trafił pod skrzydła mistrza świata Formuły 1, Jacka Brabhama. Najpierw pracował jako mechanik, ale szybko otrzymał szansę pokazania swojego talentu w Formule 2. Po kilku udanych sezonach, w 1965 roku awansował do Formuły 1, gdzie w ekipie Brabhama zastąpił Dana Gurneya, który założył własny zespół.
W 1966 roku wprowadzono nowe reguły w Formule 1, do których najlepiej dostosował się zespół Brabhama. Mistrzem został założyciel zespołu Jack Brabham, a Hulme zajął w końcowej punktacji czwarte miejsce. W kolejnym sezonie jednak to Nowozelandczyk sięgnął po koronę mistrzowską, wyprzedzając Brabhama oraz Jima Clarka. W trakcie sezonu Hulme odniósł dwa zwycięstwa (GP Monako, GP Niemiec).
W 1968 roku Hulme przeszedł do zespołu swojego rodaka, Bruce'a McLarena, gdzie pozostał już do końca kariery. Po tragicznej śmierci McLarena w 1970 roku, jego miejsce w zespole zajął Peter Revson, który stał się bliskim przyjacielem Hulme'a. Jednak w marcu 1974 roku Revson zginął podczas testów na torze Kyalami, w efekcie czego Hulme zapowiedział zakończenie kariery w Formule 1. Ogółem w latach 1965–1974 Hulme wystąpił w 112 wyścigach Grand Prix F1, notując 8 zwycięstw i 1 pole position.
W latach 1968–1972 Hulme występował także w wyścigach amerykańskiej serii prototypów Can-Am, gdzie partnerowali mu – podobnie jak w Formule 1, Bruce McLaren oraz Peter Revson. W 1968 oraz 1970 roku Hulme został mistrzem tej serii.
W późniejszych latach występował w Mistrzostwach Australii Samochodów Turystycznych. W 1992 roku podczas najbardziej prestiżowego wyścigu tej serii, 1000 km Bathurst doznał zawału serca prowadząc BMW M3. Mimo natychmiastowej pomocy służb medycznych Hulme zmarł w drodze do szpitala. Miał 56 lat.